# Radio Stereo
Radio Stereo è un singolo del gruppo di DJ statunitensi Duck Sauce del 2013. Il singolo è presente nell'album Quack del 2014.

## Il brano
Nel singolo viene utilizzato un campionamento di Radio dei The Members. Come molte altre canzoni del duo, Radio Stereo presenta uno stile simile a vari successi funk anni '80.